# Anna Philosophova
Anna Philosophova (en russe : Анна Павловна Философова, Anna Pavlovna Filossofova ; née Diaghileva le 5 août 1837 (17 août dans le calendrier grégorien) à Perm et morte le 17 mars 1912 (30 mars dans le calendrier grégorien) à Saint-Pétersbourg), est une pionnière de l'émancipation de la condition des femmes en Russie. C'était la tante paternelle de Serge de Diaghilev et la mère de l'écrivain Dimitri Philosophoff.

## Biographie
Elle naît à Perm dans une famille de la noblesse aisée. Elle est l'aînée de neuf enfants et reçoit une instruction à demeure avec des gouvernantes, apprenant comme il était d'usage dans les familles aristocratiques le français et l'allemand, ainsi que le piano. Elle épouse en 1856 Vladimir Dimitrievitch Philosophov, procureur militaire aux idées libérales de dix-sept ans son aîné, qui partage ses idées avec sa femme. Leur appartement de fonction de Saint-Pétersbourg devient un foyer de réunions de l'aristocratie libérale. Elle reçoit entre autres dans son salon Dostoïevski.
En 1861, Anna Philosophova fait la connaissance de M. V. Troubnikova (1835-1897) qui est à la tête d'un cercle de soutien à la condition des femmes. Anna Philosophova organise des concerts dans son salon dont le fruit est utilisé pour les jeunes filles étudiantes. Quelque temps plus tard, une troisième amie se joint à elles, N. V. Stassova (1822-1895, sœur du journaliste Vladimir Stassov et de l'avocat Dmitri Stassov), formant ce que la société de l'époque qualifie de « triumvirat féminin ». Elles fondent la Société des logements à bon marché pour les femmes ouvrières, puis une école desservant ces logements, puis enfin une maison abritant la société avec un atelier de couture qui fit travailler en tout jusqu'à quarante mille femmes, avec un jardin d'enfants et une cantine. Anna Philosophova préside la Société pendant quatorze ans. Ces actions sont financées par des soirées de bienfaisance.
La Société étend son action aux paysans du village de Bogdanovskoïe - qui appartient à la famille Philosophoff et qui se trouve dans la province de Pskov - avec la construction d'une école de canton et un dispensaire. Parfois Anna Philosophova vient elle-même faire la leçon dans les années 1860. Ensuite elle fonde dans la capitale impériale la Société de soutien aux femmes déchues, et une série d'écoles du dimanche pour enseigner le catéchisme.
En 1867-1868, Anna Philosophova et ses deux amies soulèvent la question de l'enseignement supérieur des femmes. Elles font envoyer une pétition de quatre cents signatures au recteur de l'université de Saint-Pétersbourg, Kessler, pour ouvrir des cours réservés aux jeunes filles. Mais le ministre de l'instruction publique, D. A. Tolstoï, préfère ouvrir des cours publics pour les deux sexes, ce qui est fait en 1870, laissant à Anna Philosophova et à ses amies le soin d'organiser et de financer ses cours. Ils sont fermés deux ans plus tard. Les trois femmes ne vont pas demeurer inactives et vont se tourner vers des professeurs d'université, comme le professeur Beketov, pour recevoir leur soutien et leurs conseils et d'ouvrir des cours d'enseignement supérieur réservés aux jeunes filles avec les mêmes professeurs d'université que les jeunes gens. Les cours Bestoujev voient le jour en 1878 avec le professeur Constantin Bestoujev-Rioumine à leur tête et ne cessent de fonctionner jusqu'à la révolution de 1917. Cependant Alexandre II la fait exiler à l'automne 1879 car elle est soupçonnée d'avoir aidé financièrement des mouvements révolutionnaires. En fait elle a aidé matériellement le prince Kropotkine, futur théoricien de l'anarchisme qui faisait partie de ses relations, à fuir à l'étranger et elle a caché quelque temps chez elle Vera Zassoulitch. Anna Philosophova s'installe donc à Wiesbaden où elle poursuit ses activités féministes et s'intéresse à la théosophie. Elle retourne en Russie le 4 février 1881.

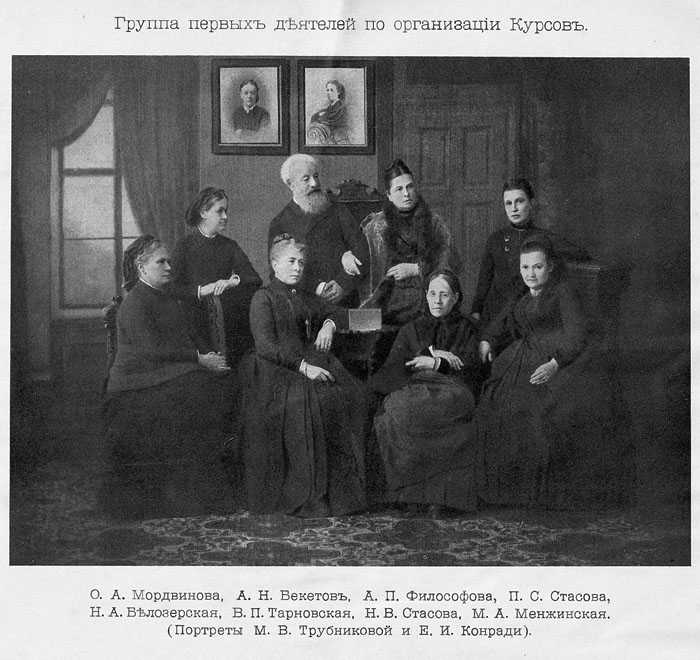
Le comité fondateur des cours Bestoujev, avec de haut en bas et de g. à dr. O. A. Mordinova, A. N. Beketov donnant le bras à A. P. Philosophova, P. S. Stassova; assises: N. A. Biélozerskaïa (1838-1912), V. P. Tarnovskaïa, N. V. Stassova et M. A. Menjinskaïa. Les portraits représentent M. V. Troubnikova et E. I Konradi.

En 1891-1892, elle décide de réunir les différents cercles d'entraide qu'elle a fondés ce qui aboutit en 1895 à l'Union féminine des œuvres de charité. Elle ouvre un foyer en 1898, ainsi qu'une bibliothèque. Elle affilie son organisation aux organisations féminines d'Europe occidentale en 1899 et participe ensuite à deux congrès féminins internationaux. L'Union féminine se développe rapidement en Russie, fondant des commissions spécialisées qui défendent le droit des femmes, leur condition matérielle, et leur éducation. Elle se tourne même vers la Première et la Deuxième Douma afin de poser la question des droits socio-politiques des femmes.
Anna Philosophova organise le premier congrès des unions et organisations féminines de toute la Russie, en 1908. Une bourse est fondée à son nom en 1901 pour les cours d'enseignement supérieur féminin de Saint-Pétersbourg.
D'un point de vue personnel, bien qu'orthodoxe, Anna Philosophova se rapproche à partir de 1902 d'un cercle thésophique (de tels cercles étaient en vogue à cette époque dans les pays d'Europe de l'Est, surtout protestants) de Maria Strauch qu'elle présente en 1905 au congrès des spiritualistes de Russie qui se tient à Moscou. Le cercle théosophique obtient un statut légal en 1908 et Anna Philosophova en devient la vice-présidente.
Tout au long de sa vie, Anna Philosophova a fondé une trentaine de sociétés de charité, commissions ou cercles de bienfaisance. Elle meurt à Saint-Pétersbourg dans son appartement du N°16 de la ruelle de Kovno en 1912.
Alexandre Blok s'est inspirée d'elle dans son poème Le Châtiment («Возмездие») sous les traits d'Anna Vrevskaïa. C'est dans le salon d'Anna Philosophova que se rencontrèrent ses futurs parents.

## Famille
De son mariage, sont issus
- Vladimir (1857-1929) : il hérite de Bogdanovskoïe. Il ouvre une maison de retraite pour hommes de lettres nécessiteux et un orphelinat pour enfants d'homme de lettres. Il émigre après la révolution et meurt sans enfants en exil à Paris en 1929.
- Maria (1862-?), épouse Kamenetskaïa. Morte vers 1920 sans enfants.
- Pavel (1866-1923) fusillé pendant les années d'après guerre civile.
- Zinaïda (1870-1966), épouse Ratkova-Rojnova. Elle quitte la Russie en 1918 avec sa fille cadette (qui épousera en émigration un prince Troubetskoï). Toutes les collections familiales ont été transférées à la galerie Tretiakov (tableaux de Venetsianov, Serov, Levitan, etc.) Elle meurt en exil au Canada.
- Dimitri (1872-1940), le fameux écrivain. Il meurt en exil en Pologne.